# Schloss Gracht

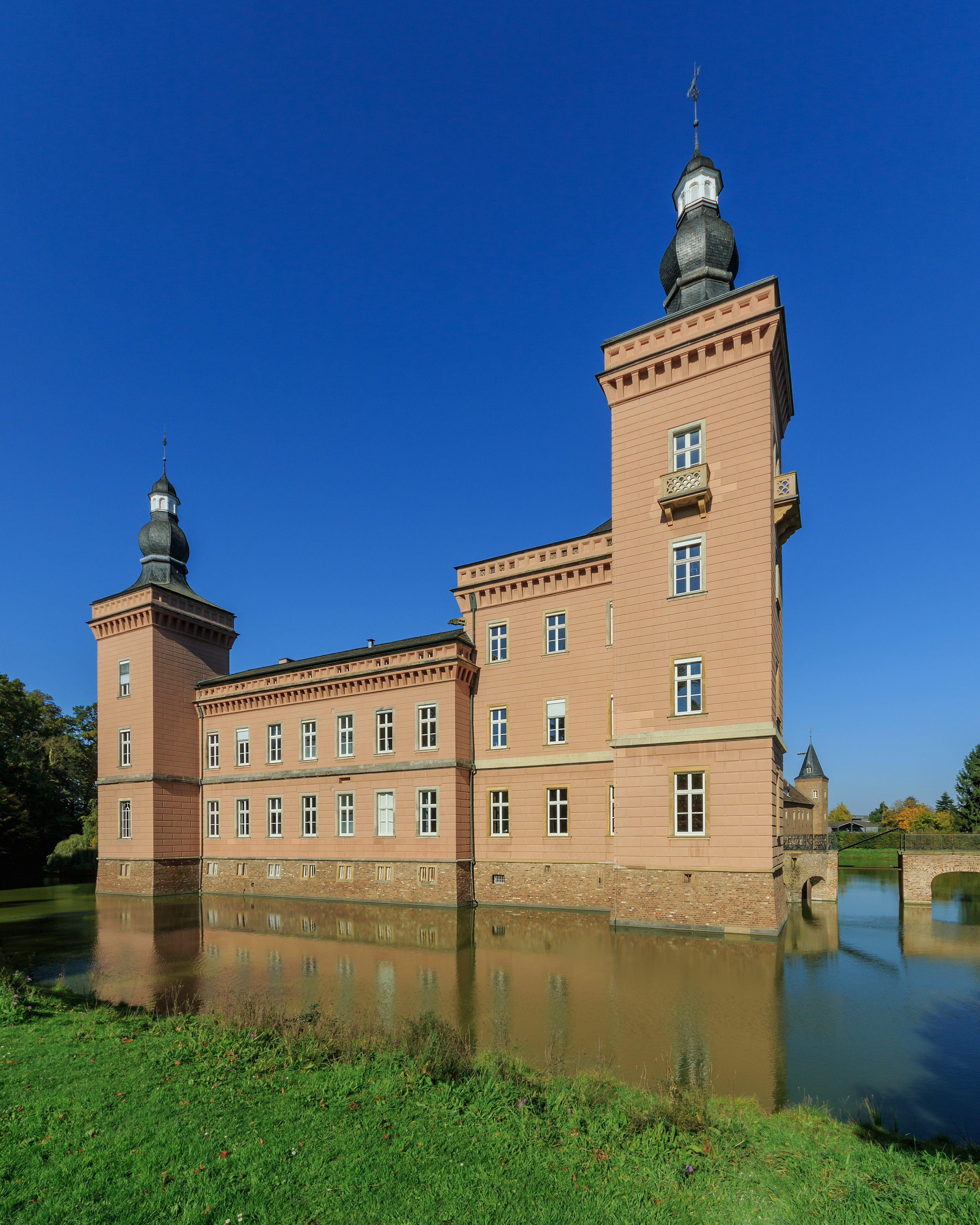
Schloss Gracht – Herrenhaus

Das Wasserschloss Gracht in Erftstadt-Liblar ist eines der Wasserschlösser des Kölner Raums. Es handelt sich dabei um eine zweiteilige Anlage mit einer dreiflügeligen Vorburg und einem zweiflügeligen Herrenhaus. Der Garten des Schlosses wurde wohl zu Beginn des 18. Jahrhunderts vom Münsteraner Gartenbaumeister Gottfried Laurenz Pictorius nach französischem Vorbild angelegt und im 19. Jahrhundert in seinen hinteren Teilen im Stil eines Englischen Landschaftsparks umgestaltet.
Der Herrschaftssitz gehörte vier Jahrhunderte lang der Familie Wolff-Metternich, die dort bis 1957 ihren Stammsitz hatte. Im Schloss wurden mehrere berühmte Persönlichkeiten geboren, so z. B. 1658 Franz Arnold von Wolff-Metternich zur Gracht, Fürstbischof von Paderborn – dort Nachfolger seines Onkels Hermann Werner von Wolff-Metternich zur Gracht – und Münster; und im Jahre 1829 der Freiheitskämpfer von 1848 und spätere US-Innenminister Carl Schurz.

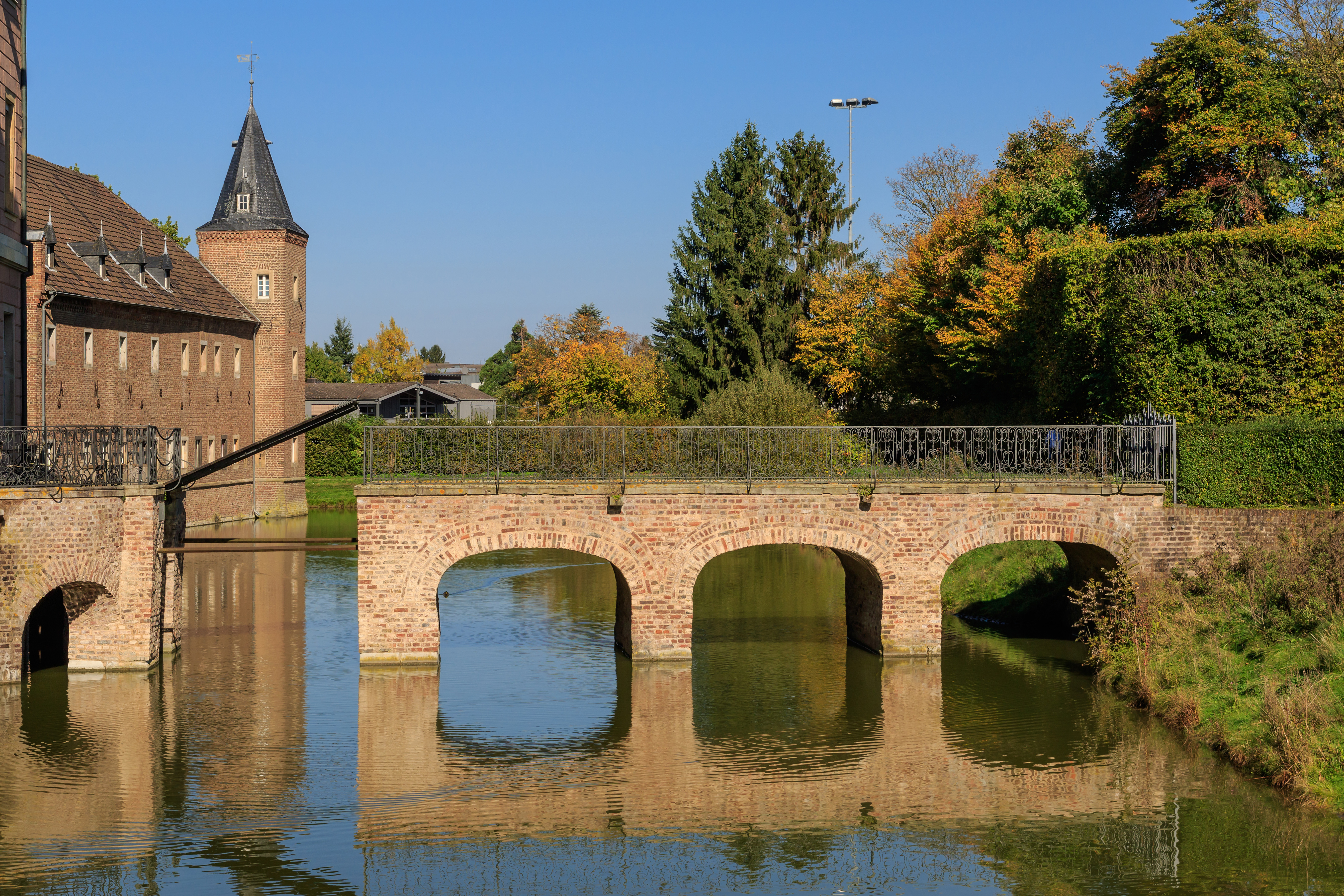
Wassergraben und erneuerte Brücke zum Haupthaus
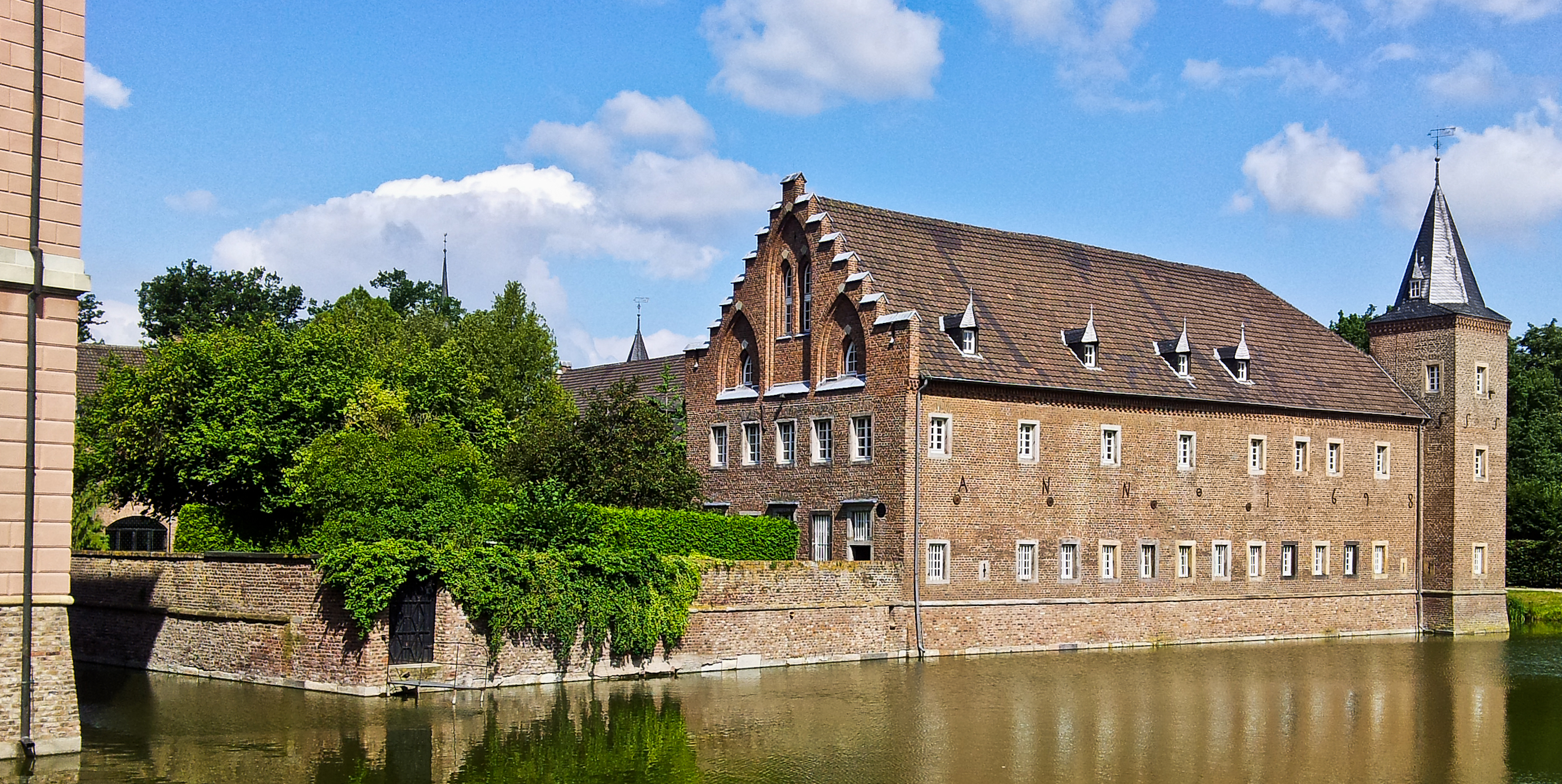
Nebenhaus mit Wassergraben
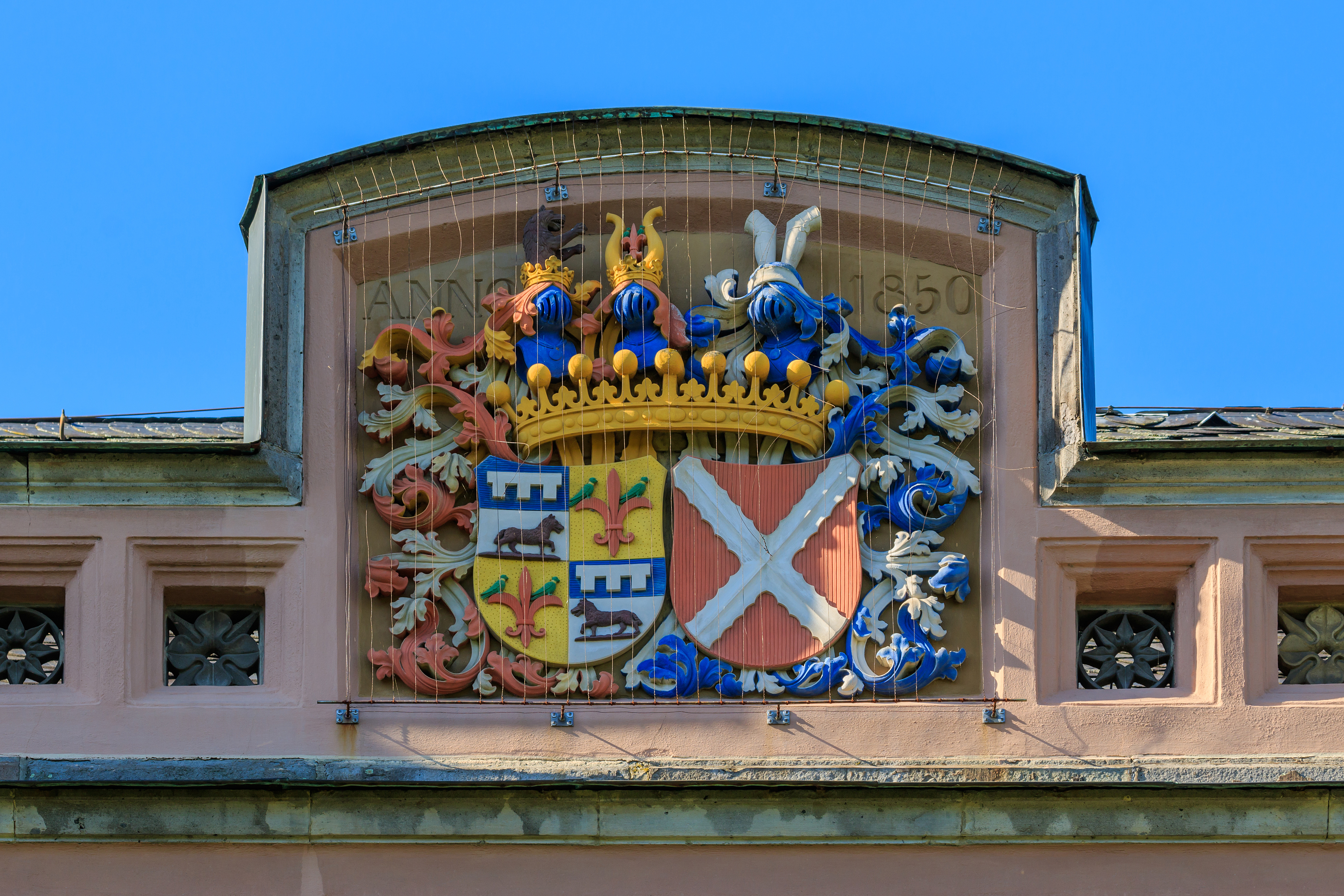
Wappen der Wolff-Metternich am Herrenhaus
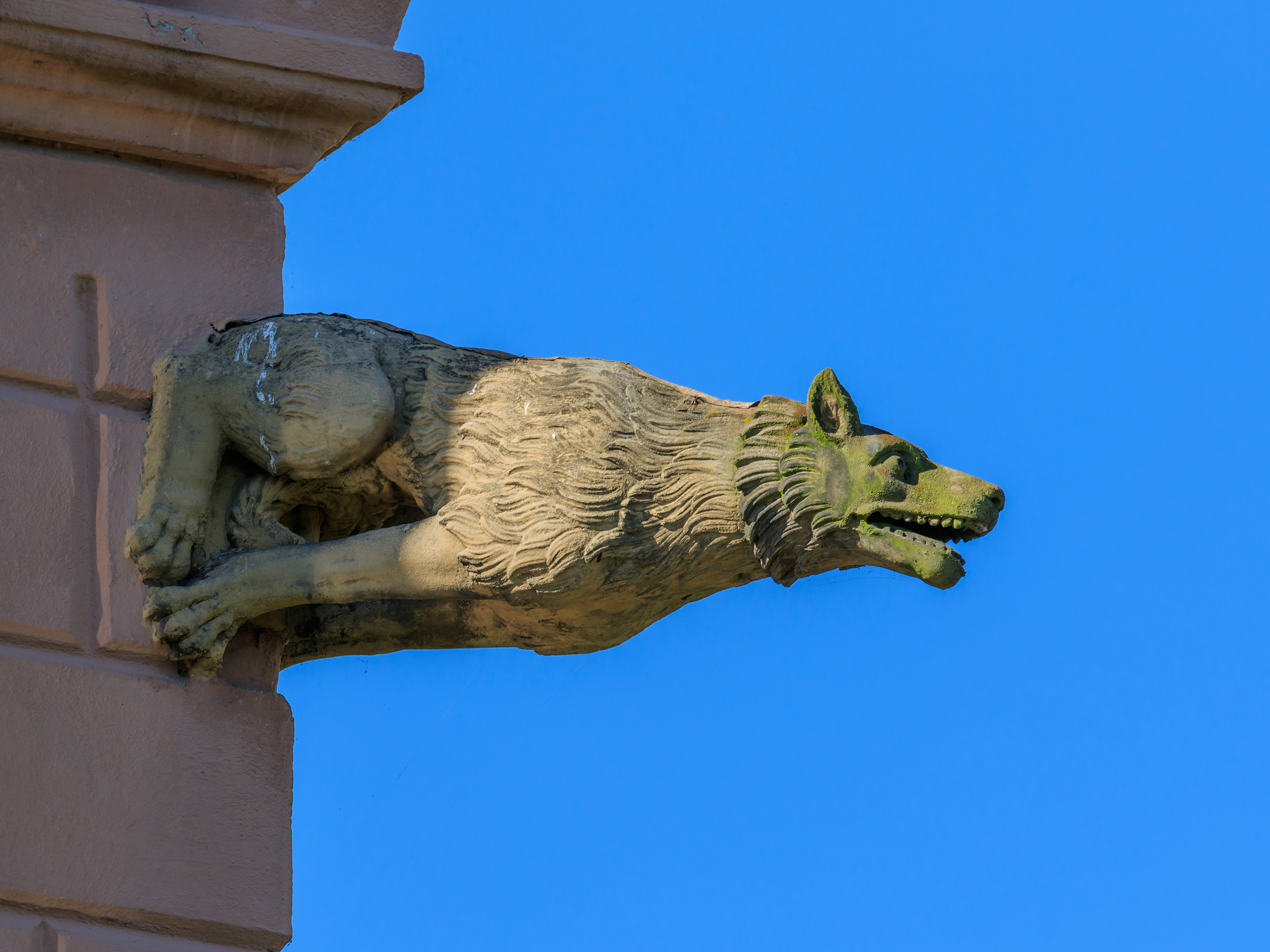
Wasserspeier am Herrenhaus
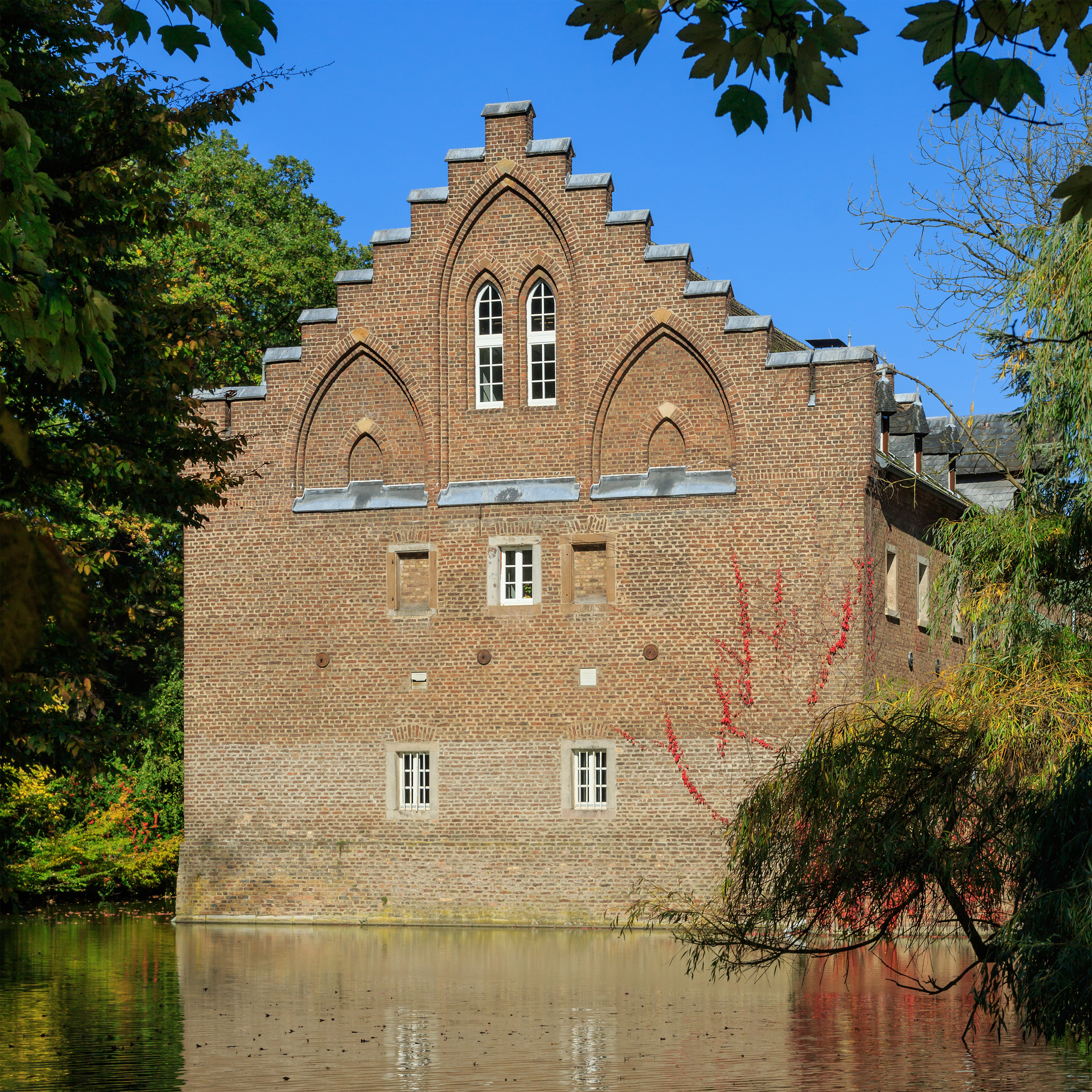
Vorburg im neugotischen Stil

## Geschichte

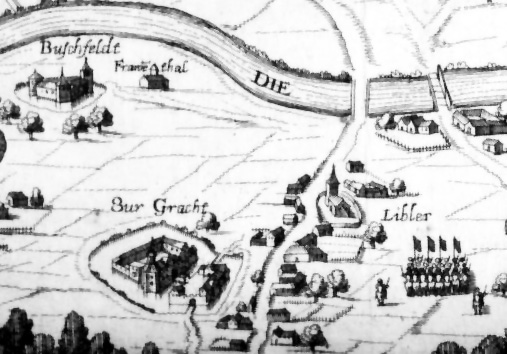
Burg zur Gracht 1642

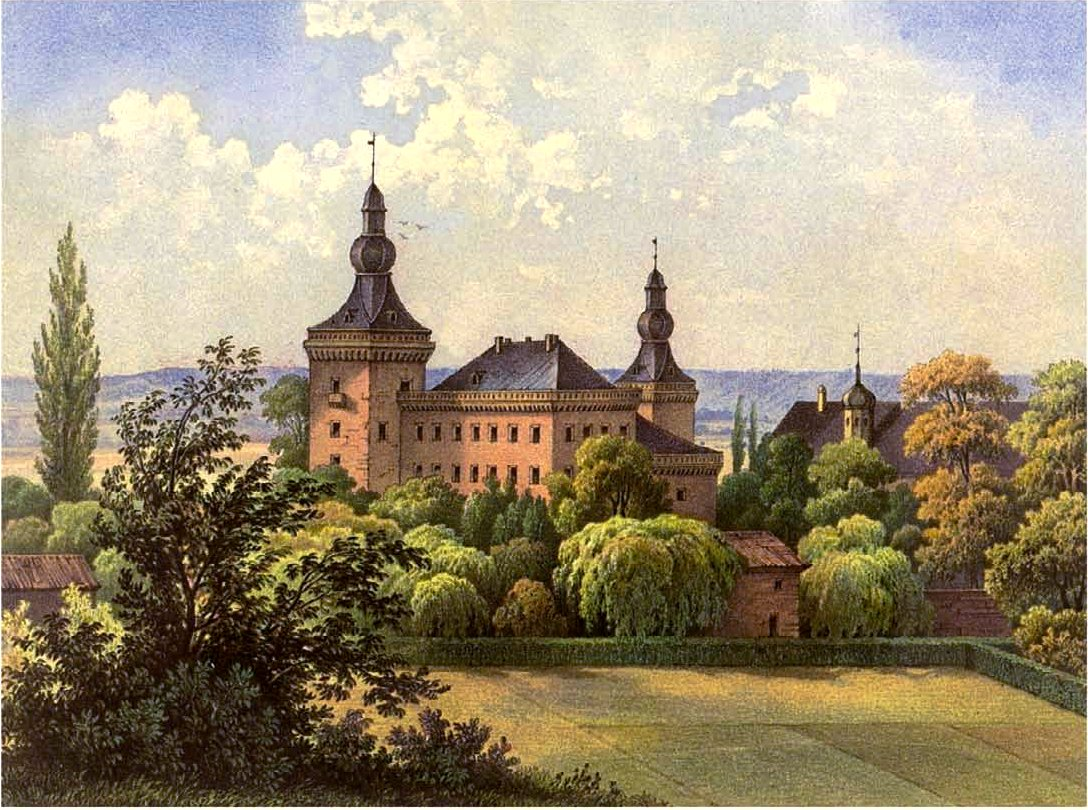
Schloss Gracht um 1860, Sammlung Alexander Duncker

In seinen Anfängen war Schloss Gracht kein Rittersitz, sondern lediglich ein Nebenhof des Hauses Buschfeld. Im Jahr 1433 erbte Otto von Buschfeld Haus und Hof von seinem Vater Hermann. Um 1500 entstand die zweiteilige Burganlage. Die Enkelin Ottos, Catharina von Buschfeld, erbte 1538 mit ihrem Mann Hieronymus Wolff gen. von Metternich das Anwesen.
Ihr Enkel Johann Adolf I. wurde in den Freiherrenstand erhoben und erhielt Liblar 1633 vom Kölner Kurfürsten Ferdinand als Unterherrschaft. Er begann 1658 mit dem Ausbau des Hauses Gracht zu einem repräsentativen Schloss. Seine Nachkommen setzten den Ausbau fort und vollendeten ihn derart, dass der Stammsitz der Familie Wolff-Metternich anschließend als landtagsfähiges Rittergut eingestuft wurde.
Nachdem Schloss Gracht während der Zeit der französischen Verwaltung (seit 1795) mehrere Jahre lang als Lazarett gedient hatte und anschließend in ruiniertem Zustand zurückgelassen worden war, wurden Baumaßnahmen zur Erhaltung der Anlage unumgänglich.
Im Auftrag von Levin Anton Graf Wolff Metternich entstand nach den Plänen des Kölner Architekten Johann Anton Wallee in den Jahren 1851 bis 1854 das heutige Herrenhaus. Der bislang zweigeschossige Ostflügel des Gebäudes wurde um eine Etage aufgestockt und ein flankierender, viergeschossiger Turm errichtet. Des Weiteren wurde das Haus um einen zweigeschossigen Südflügel mit dreigeschossigem Eckturm erweitert. Bei den nach einem Brand errichteten Neubauten der Vorburg im neugotischen Stil wurden Teile der Vorgängerbauten von 1698 integriert.
Die Gemeinde Liblar erwarb die Anlage 1957 mit Schlosspark und Ländereien, 1962 wurde das Schloss weiterverkauft. Nach mehrmaligem Besitzerwechsel erwarb 1973 eine Gruppe rheinischer Unternehmer das Schloss, in dem nach 1976 (nach abgeschlossener umfangreicher Restaurierung) das Universitätsseminar der Wirtschaft untergebracht war. 2004 wurde es in die 2002 gegründete European School of Management and Technology (ESMT Berlin) integriert. Auch die MARGA Business Simulations, eine Ausgründung der ESMT Berlin und Anbieter für Unternehmer-Online-Business-Planspiele, hatte dort ihren Firmensitz.
Die ESMT Berlin, die sich auf den Standort Berlin konzentrieren will, verkaufte Schloss Gracht zum 30. November 2018. Die Nachfolger bauten das Schloss zu einem Zentrum für Stressmedizin aus.

## Nutzung als Akutklinik
Seit September 2019 befindet sich in der Schlossanlage eine private Akutklinik für Psychiatrie, Psychotherapie, Psychosomatik und Sportpsychiatrie. Betreiberin ist die im November 2018 gegründete Schloss Gracht GmbH. Seit 2021 firmiert die Klinik unter dem Markennamen „Libermenta Klinik“ der BühlerHealthCare AG mit Sitz in Fellbach. Die Klinik bietet stationäre und tagesklinische Behandlung psychiatrischer und psychosomatischer Erkrankungen an. Der Fokus liegt dabei auf der Therapie von stressbedingten Belastungserkrankungen sowie von ADHS im Erwachsenenalter.

## Schlosspark

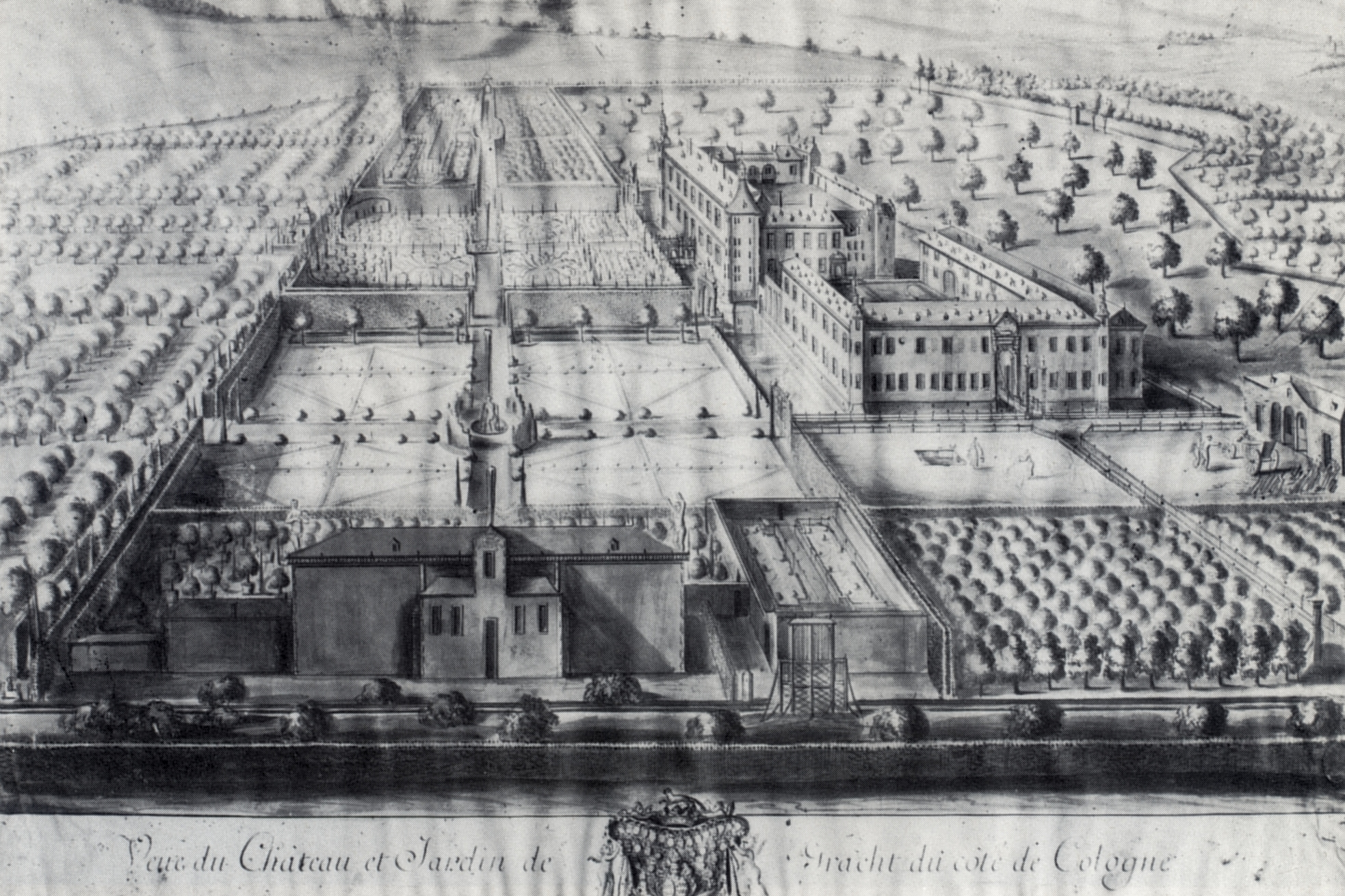
Barockgarten um 1730, Federzeichnung von Renier Roidkin

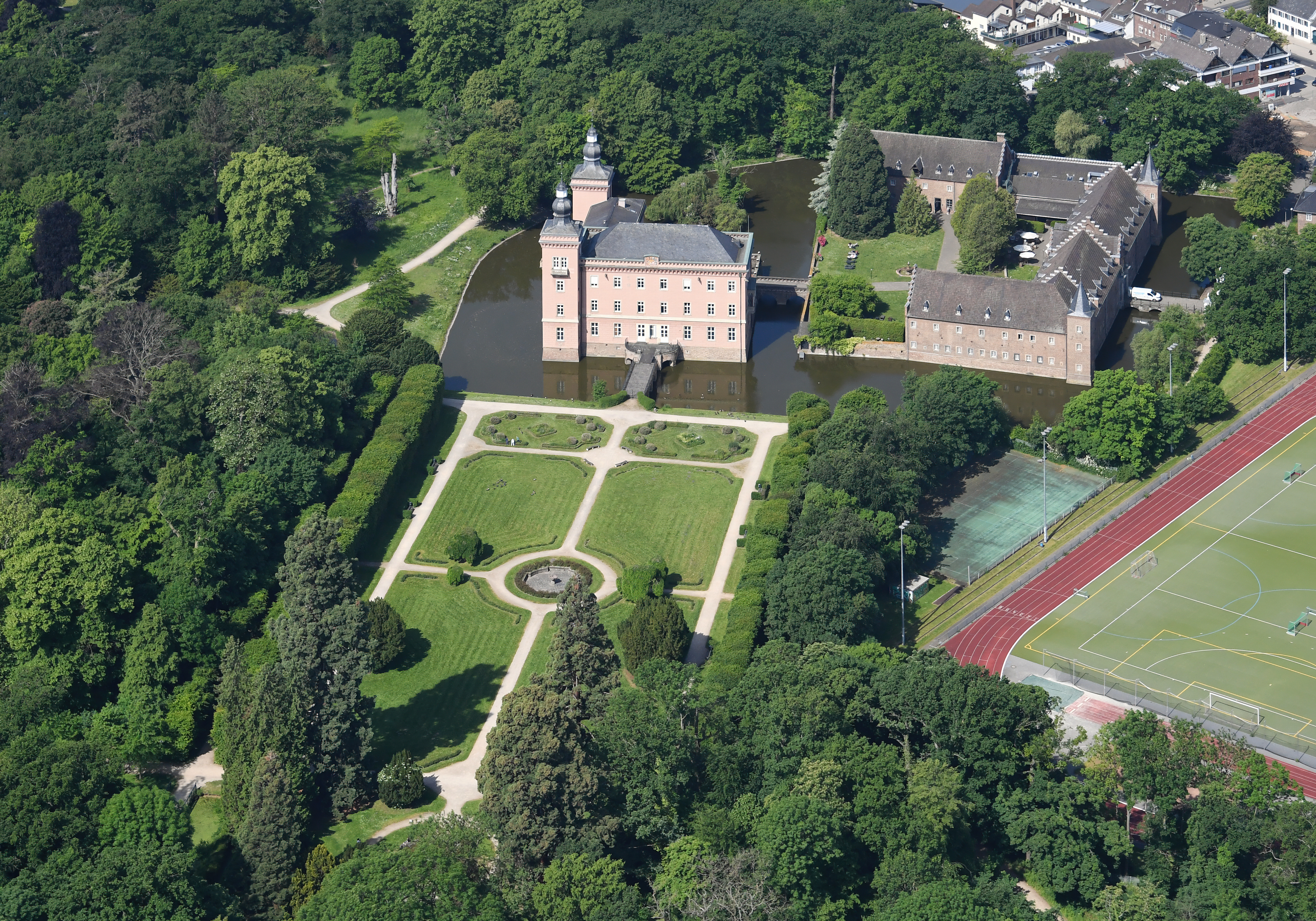
Luftbild des Schlosses und des Schlossparks

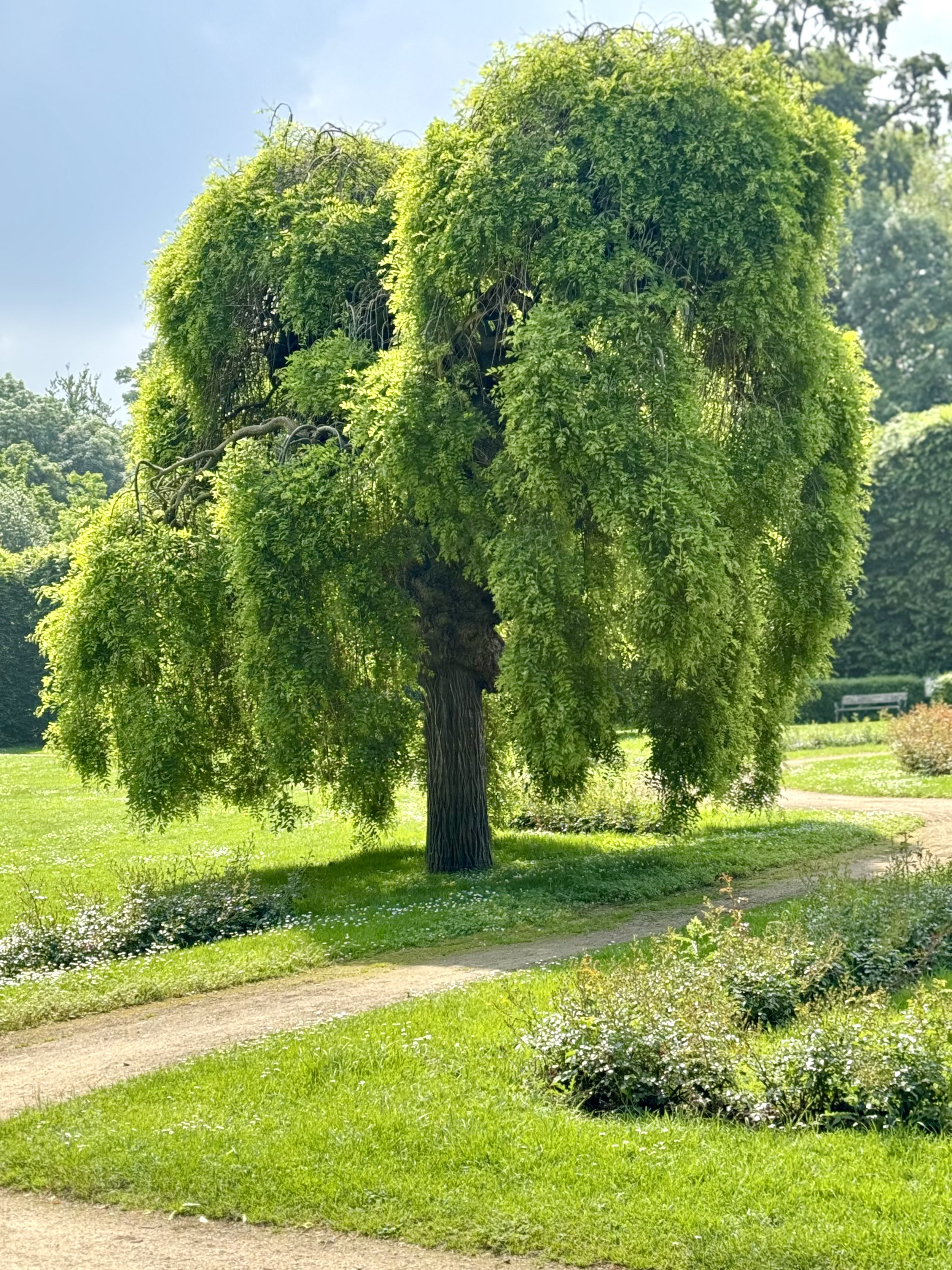
Der japanische Schnurbaum im Park von Schloss Gracht

Der öffentliche, denkmalgeschützte und 9 ha große Schlosspark mit seinem alten und zum Teil exotischen Baumbestand (zum Beispiel einigen älteren Bergmammutbäumen) wird seit 1996 vom Förderverein Schlosspark Gracht betreut und mit dessen Hilfe in seinen historischen barocken Zustand zurückversetzt. Dass diese Arbeit Anerkennung findet, zeigt sich auch darin, dass der Park 2004 Gründungsmitglied der Straße der Gartenkunst zwischen Rhein und Maas wurde.